# Dalton (Nebraska)
Dalton é uma vila localizada no estado americano de Nebraska, no Condado de Cheyenne.

## Demografia
Segundo o censo americano de 2000, a sua população era de 332 habitantes.
Em 2006, foi estimada uma população de 315, um decréscimo de 17 (-5.1%).

## Geografia
De acordo com o United States Census Bureau, a localidade tem uma área de 0,9 km², sem área coberta por água. Dalton localiza-se a aproximadamente 1299 m acima do nível do mar.

## Localidades na vizinhança
O diagrama seguinte representa as localidades num raio de 32 km ao redor de Dalton.